# Sisyrinchium palmeri
Sisyrinchium palmeri là một loài thực vật có hoa trong họ Diên vĩ. Loài này được Greenm. miêu tả khoa học đầu tiên năm 1903.